# WWE SmackDown vs. RAW 2011
|  | Denne artikel eller sektion om sport er forældet eller ikke opdateret. Se artiklens diskussionsside eller historik. 2011 er vist ikke fremtid mere |

 Der er for få eller ingen kildehenvisninger i denne artikel, hvilket er et problem. Du kan hjælpe ved at angive troværdige kilder til de påstande, som fremføres i artiklen.

WWE SmackDown vs. RAW 2011 er et kommende videospil til PlayStation 2, PlayStation 3, Xbox 360 og Nintendo Wii.

## Roster
Spillet byder på den hidtil største roster nogensinde, i SmackDown vs. RAW serien. Sammen med en række DLC pakker, som vil blive udgivet efter spillets udgivelse, når rosteren op på i alt 75 wrestlere.
| - Alicia Fox - Batista - Brie Bella - Chris Jericho - David Hart Smith - David Otunga - Edge - Evan Borne - Eve - Ezekiel Jackson - Gail Kim - Goldust - John Cena - John Morrison - Justin Gabriel - Mark Henry - Maryse - Melina - The Miz - Natalya - Nikki Bella - Primo - R-Truth - Randy Orton - Santino Marella - Shawn Michaels - Sheamus - Ted DiBiase - Triple H - Tyson Kidd - Vladimir Kozlov - Wade Barrett - William Regal - Yoshi Tatsu - Zack Ryder | - Beth Phoenix - Big Show - Chavo Guerrero - Chris Masters - Christian - CM Punk - Cody Rhodes - Dolph Ziggler - Drew McIntyre - Finlay - Jack Swagger - JTG - Kane - Kelly Kelly - Kofi Kingston - Layla - Luke Gallows - Matt Hardy - Michelle McCool - Mickie James - Mike Knox - MVP - Rey Mysterio - Shad - Shelton Benjamin - The Undertaker - Vance Archer | - Bret Hart - British Bulldog - Lex Luger - Jake Roberts - Jimmy Snuka - Rob Van Dam - Ricky Steamboat - The Rock - Stone Cold - Terry Funk |